# شام آخر (فیلم ۱۹۷۶)
شام آخر (اسپانیایی: La última cena‎) یک فیلم به کارگردانی توماس گوتییرز آلئا است که در سال ۱۹۷۶ منتشر شد.